# Byting
Bytinget var i gammel tid åbne retsmøder, der foregik i det fri, og det var samtidig et fælles mødested for alle byens indbyggere.
Det handlede mest om offentliggørelse og nyhedsformidling, tinglysning af ejendom, vurdering af ejendom, arvesager og skudsmål. 
For at opnå borgerskab i en anden by skulle tinget på fire på hinanden følgende møder erklære at den pågældende var en pæn og agtværdig borger. 

Stokkemænd eller Tinghører:
I Jyske Lov bruges det om dem der af retten er udpeget til at vidne eller sørge for dommens efterlevelse – Hvis fremmødet på tinget ikke var så stort blev det efter middelalderen almindeligt at et antal af egnens beboere blev udskrevet til at møde op for at bevidne hvad der fandt sted. 
Tingvidne : enten vidner der førtes på tinget, eller mere alm. en erklæring af tinghørerne om hvad de har overværet på tinge. – I nyere tid er det et dokument med et referat af en vidneførsel.
Bytinget blev ledet af Byfogeden.
Henvisninger/kilder
- Pernille Ulla Knudsen: Fra Bedsteborger til professionel i antologien Retshistorie 2000 – Jurist og Økonmforbundets forlag

- Håndbog for danske lokalhistorikere. red : J Hvidtfeldt

- Blade af Aarhus By's Historie, af J. Hoffmeyer